# Ілліризм

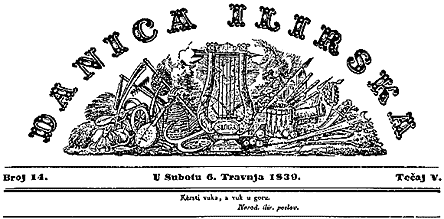

Ілліризм, хорватське Відродження — суспільно-політичний і культурний рух 30—40-х років XIX століття у Хорватії та Славонії, походить від давньої назви західної частини Балканського півострова Іллірії.
Головною метою ілліризму було спочатку літературно-мовне, пізніше — політичне об'єднання південних слов'ян. Організаційно оформилося в 1835. У русі існувало три напрямки — консервативний, ліберальний (чільний), демократичний. Під час революцій 1848—1849 в Австрії та Угорщині Хорватія добилась автономії.